# گذرنامه جزایر مارشال

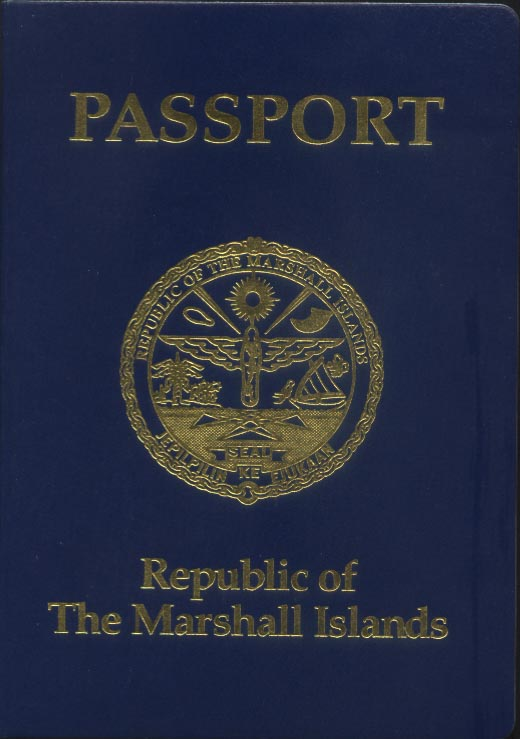
نمایی از یک‌نسخه گذرنامهٔ جزایر مارشال در سال ۲۰۱۲

گذرنامهٔ جزایر مارشال یک مدرک سفر بین‌المللی است که توسط کشور جزایر مارشال صادر می‌شود و بنا بر داده‌های سال ۲۰۲۳، دارندگان آن می‌توانستند به ۱۲۲ کشور دیگر بدون دریافت ویزا سفر کنند یا ویزا را در بدو ورود دریافت نمایند. این گذرنامه بر اساس رتبه‌بندی شاخص گذرنامهٔ هنلی در سال ۲۰۲۳ در رتبهٔ ۴۵ قرار داشت.